# Kafr Dżanzur
Kafr Dżanzur (arab. ‏كفر جنزور‎) – miejscowość w Egipcie, w muhafazie Al-Minufijja. W 2006 roku liczyła 3025 mieszkańców.